# Margaritaria
Pour l’article homonyme, voir Margaritaria.
Genre
Classification APG III (2009)
Synonymes
Selon Tropicos (17 mai 2022)
- Calococcus Kurz ex Teijsm. & Binn.
- Prosorus Dalzell
- Wurtzia Baill.
- Zygospermum Thwaites ex Baillon

Selon GBIF (17 mai 2022)
- Calococcus Kurz ex Teijsm. & Binn.
- Prosorus Dalzell
- Wurtzia Baill.
- Zygospermum Thwaites ex Baill.

Margaritaria est un genre de plantes à fleurs de la famille des Phyllanthaceae (anciennement des Euphorbiaceae). C'est le plus petit genre pantropical de la famille. Il est largement distribué dans les régions tropicales et subtropicales d'Asie, d'Afrique, d'Australie, d'Amérique du Nord et du Sud et de diverses îles océaniques,.

## Liste des espèces, sous-espèces, variétés et formes
Selon GRIN (17 mai 2022) :
- Calococcus sundaicus Kurz
- Margaritaria anomala (Baill.) Fosberg
- Margaritaria cyanosperma (Gaertn.) Airy Shaw
- Margaritaria decaryana (Leandri) G.L.Webster
- Margaritaria discoidea (Baill.) G.L.Webster
  - Margaritaria discoidea var. discoidea
  - Margaritaria discoidea var. fagifolia (Pax) Radcl.-Sm.
  - Margaritaria discoidea var. nitida (Pax) Radcl.-Sm.
  - Margaritaria discoidea var. triplosphaera Radcl.-Sm.
- Margaritaria dubium-traceyi Airy Shaw & B.Hyland
- Margaritaria hispidula G.L.Webster
- Margaritaria hotteana (Urb. & Ekman) G.L.Webster
- Margaritaria indica (Dalzell) Airy Shaw
  - Margaritaria indica f. indica
  - Margaritaria indica f. vestita (J.J.Sm.) C.Barker
- Margaritaria luzoniensis (Merr.) Airy Shaw
- Margaritaria nobilis L.f.
- Margaritaria oppositifolia L.
- Margaritaria rhomboidalis (Baill.) G.L.Webster
- Margaritaria scandens (C.Wright ex Griseb.) G.L.Webster
- Margaritaria tetracocca (Baill.) G.L.Webster
- Prosorus indicus Thwaites, 1854

Selon Tropicos (17 mai 2022) :
- Margaritaria adelioides Rich. ex Baill., 1858
- Margaritaria alternifolia L., 1775
- Margaritaria anomala (Baill.) Fosberg, 1978
- Margaritaria bahamensis (Urb.) Britton & Millsp., 1920
- Margaritaria bahnmemsis (Urb.) Britton & Millsp., 1920
- Margaritaria cyanosperma (Gaertn.) Airy, 1966
- Margaritaria decaryana (Leandri) G.L. Webster, 1979
- Margaritaria discoidea (Baill.) G.L. Webster, 1967
- Margaritaria dubium-traceyi Airy Shaw & B. Hyland, 1976
- Margaritaria hispidula G.L. Webster, 1979
- Margaritaria hotteana (Urb. & Ekman) G.L. Webster, 1957
- Margaritaria indica (Dalzell) Airy, 1966
- Margaritaria luzoniensis (Merr.) Airy Shaw, 1966
- Margaritaria nobilis L. f., 1781 [1782]
- Margaritaria obovata (Baill.) G.L. Webster, 1979
- Margaritaria oppositifolia L., 1775
- Margaritaria rhomboidalis (Baill.) G.L. Webster, 1979
- Margaritaria scandens (C. Wright ex Griseb.) G.L. Webster, 1957
- Margaritaria tetracocca (Baill.) G.L. Webster, 1957